# Nancy Borwick
Nancy Borwick, född 20 mars 1935, död 24 november 2013, var en australisk friidrottare. Hon deltog vid olympiska sommarspelen 1956.